# Florence Camoin
Pour les articles homonymes, voir Camoin.
Florence Camoin est une dramaturge et metteuse en scène française. 

## Biographie
Fille de René Camoin, 442e sociétaire de la Comédie-Française, elle est autrice, sociétaire de la SACD, metteuse en scène, secrétaire du Syndicat National des Metteurs en scène SNMS;
En septembre 2019, elle devient directrice du Théâtre Coluche à Plaisir  après avoir dirigé pendant plus de 10 ans le Théâtre de Saint-Maur auquel elle a donné une réelle notoriété.
En 2020, elle entre au bureau de l'association ACTIF qui regroupe 25 théâtres d'Ile-de-France au poste de trésorière.
2018, écriture et mise en scène de Lanceurs d'alerte, un thriller inspiré des dérives de certains laboratoires pharmaceutiques, création 2019 avec Zoon Besse, Benjamin Penamaria, Olivia Demorge, Marie Broche - scénographie Lucas Jimenez. Le spectacle a été présenté au festival off 2019 Espace Roseau teinturiers
2017, écriture et mise en scène de Histoire de Nana d'après Émile Zola avec Barbara Probst, petite-fille de Gisèle Casadesus, Jean-Luc Paliès, Xavier Béja, Philippe De Monts, Olivia Demorge, Alain Guillo, au festival off 2017.
2016, elle s'attaque à Musset : Il ne faut jurer de rien avec Alexis Moncorgé et On ne saurait penser à tout
2015, elle met en scène George Dandin de Molière puis Ciel ! Nos Maris d'après Feydeau et Offenbach pour le festival Off d'Avignon ainsi qu'une nouvelle version de La Religieuse de Diderot. 
Elle avait auparavant créé en 2014, Marie-Antoinette Malesherbes, le dernier combat au théâtre de Saint-Maur puis au festival Off d'Avignon, Le Bonheur des dames de Zola, créé en janvier 2013 avec 12 comédiens dont Alexis Moncorgé et Olivia Demorge dans les rôles principaux avec le soutien du conseil général du Val-de-Marne, repris au Vingtième Théâtre à Paris du 30 octobre au 30 novembre 2014 ainsi qu'en tournée, qui fut nommé aux Molières 2015 (Alexis Moncorgé, révélation masculine pour le rôle d'Octave Mouret).
Metteuse en scène de théâtre et d'opéra, quatre de ses pièces sont publiées aux éditions des Crépuscules. Directrice artistique du théâtre de Saint-Maur, elle redonne vie à ce théâtre en y développant des créations
Secrétaire du bureau du SNMS.
Elle a aussi créé en juin 2007, à l'occasion du Festival de Collioure, sa pièce Vauban, la tour défend le roi et, en juillet 2008 au Festival d'Avignon off Delacroix, une liaison secrète puis en lecture musicale au musée Delacroix dans l'atelier du peintre rue Furstenberg ainsi qu'à l'Espace Rachi Avant la cérémonie de Naïm Kattan avec Rufus et Michelle Brûlé dans les rôles principaux. Pour Avignon off 2009, elle met en scène Les Facéties de Versailles. 
En 2011, elle met en scène son adaptation de La Religieuse de Diderot avec Olivia Demorge, René Camoin, Anna Strelva et Michel Chalmeau au Théâtre de Saint-Maur et monte Pomme d'Api d'Offenbach suivi de Gianni Schicchi de Puccini avec l'orchestre et les élèves du conservatoire à rayonnement régional de Saint-Maur-des-Fossés. Elle met aussi en scène en avril 2013 Don Giovanni en partenariat avec le conservatoire de Saint-Maur. Pomme d'Api et sa farandole d'opérettes d'Offenbach sera au Festival off d'Avignon 2013. 
Elle a été directrice de production de la Cie Influenscènes de septembre 1998 à juin 2007. Elle a géré la production des Mardis Midi au théâtre du Rond-Point de 2002 à 2007. Elle fut aussi administratrice des EAT de 2004 à 2007.